# Emanuel Sarkisyanz

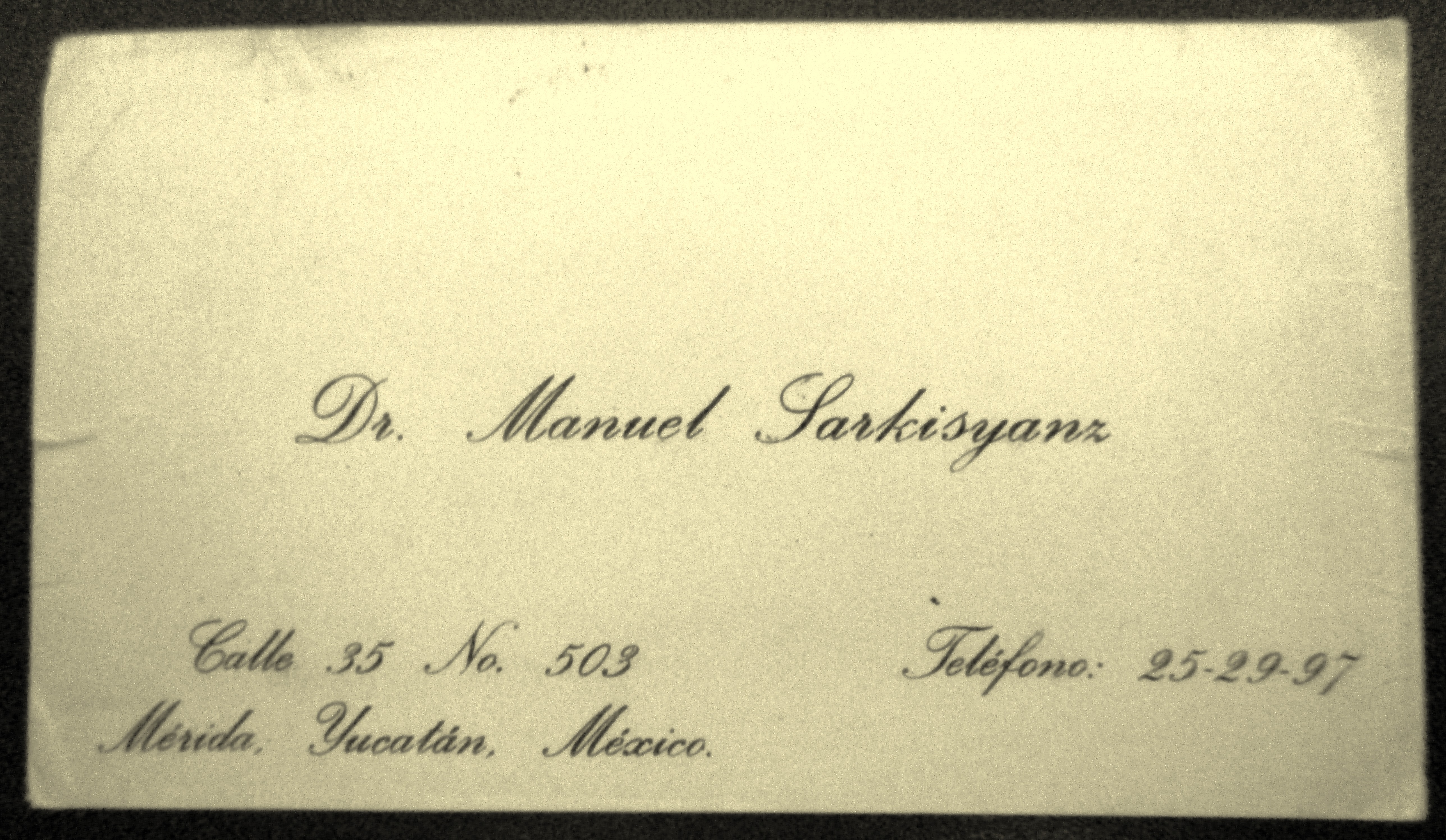
Tarjeta de presentación de Sarkisyanz

Emanuel Sarkisyanz (23 de junio de 1923 - 12 de marzo de 2015) fue un politólogo, historiador y académico alemán, nacido en Bakú, Azerbaiyán (entonces República Socialista Federativa Soviética de Transcaucasia) y fallecido en Mérida, México, en donde residió los últimos años de su vida. Fue profesor emérito de la Universidad de Heidelberg, profesor invitado de la Universidad de Chicago y de la Universidad Autónoma de Yucatán, en Mérida.

## Datos biográficos
Sarkisyanz estudió en la Universidad de Teherán, Irán y en la Universidad de Chicago, en los EUA. En 1952 obtuvo su doctorado (Ph.D.) en esta última institución. Fue también profesor en el Seminario de Historia en la Universidad de Kiel. Se desempeñó más tarde como profesor visitante en la Universidad de Kansas en los Estados Unidos de América. Fue profesor en la Universidad de Friburgo (Alemania), en la Universidad de Heidelberg y en el ocaso de su vida, en la Universidad Autónoma de Yucatán, en México.

## Obra
Entre otras:
- Russland und der Messianismus des Orients : Sendungsbewusstsein und politischer Chiliasmus des Ostens /  - Tübingen : Mohr, 1955.[5]
- Südostasien seit 1945 / - München : Oldenbourg, 1961
- Geschichte der orientalischen Völker Rußlands bis 1917 : eine Ergänzung zur ostslawischen Geschichte Russlands; - München Oldenbourg, 1961
- Buddhist Backgrounds of the Burmese Revolution, Preface by Paul Mus; Martinus Nijhoff, The Hague 1965
- A Modern History of Transcaucasian Armenia; Nagpur India 1975
- Die Kulturen Kontinental-Südostasiens : Kambodscha, Birma, Thailand, Laos, Vietnam, Malaya /  - Wiesbaden : Akad. Verl.-Ges. Athenaion, 1979 (Handbuch der Kulturgeschichte ; Abt. 2) ISBN 3-7997-0133-8
- Südostasien : 1959 - 1979 ; Literaturbericht /München : Oldenbourg, 1983. - (Historische Zeitschrift ; 12)
- Vom Beben in den Anden. Propheten des indianischen Aufbruchs in Peru /  - München : Trikont, 1985 ISBN 3-88167-123-4
- Vom Wirken und Sterben des Felipe Carrillo Puerto des "Roten" Apostels der Maya-Indianer; Zur politischen Heiligenlegende im revolutionären Mexiko Heidelberg 1991 Carl Winter Universitätsverlag. ISBN 3-533-04493-9.
- Kollasuyo: Indianische Geschichte der Republik Bolivien. Propheten des indianischen Aufbruchs , - Idstein : Schulz-Kirchner Verlag 1993. ISBN 3-8248-0076-4[6]
- Rizal and Republican Spain; Manila 1995
- Adolf Hitlers englische Vorbilder : vom britischen zum ostmärkisch-bajuwarischen Herrenmenschentum ; Vorlesungen gehalten an der Heidelberger Universität / Manuel Sarkisyanz. - Ketsch am Rhein : Selbstverl., 1997. ISBN 3-00-002263-5.
- Rußland und Deutschland im 19. und 20. Jahrhundert. Zwei "Sonderwege" zum Vergleich.  Vision vom Dritten Rom und Dritten Reich, Böhlau Verlag Köln Weimar Wien 2001, Herausgeber Leonid Lukas und Donald O'Sullivan
- Hitler's English Inspirers ; based on lectures given in Heidelberg University, South Asia Institute, - Belfast : Athol Books London 2003. ISBN 978-0850340860.
- Anglijsskije Korni Nemezkojo Fazhiema dt.: Die englischen Wurzeln des deutschen Faschismus, - St. Petersburg : Verlag Akademitscheskij Projekt 2003. ISBN 5-7331-0169-5.
- From Imperialism to Fascism; Why Hitler’s "India" was to be Russia;, - Delhi : Deep & Deep Publications PVT. LTD. 2003
- Arnold Bergstraesser 1896-1964 zum vierzigjährigen Gedenken. Vom Bekennertum zum Professorentum. Vom Umgang mit Deutschlands Idealismus, Romantik und Jugendbewegung, Verlag: Mein Buch, Hamburg 2004. ISBN 3-86516-094-8.